# Avram Grant
Avraham "Avram" Grant (tiếng Hebrew: אברהם "אברם" גרנט; sinh ngày 6 tháng 5 năm 1955 tại Petah Tikva, Israel) là một huấn luyện viên bóng đá người Israel. Hiện tại ông đang dẫn dắt đội tuyển bóng đá quốc gia Zambia.

## Tiểu sử
Không chơi bóng đá chuyên nghiệp trận nào, nhưng Grant bắt đầu sự nghiệp huấn luyện viên bóng đá ngay từ năm 1974, khi mới 19 tuổi. Năm 1986, dẫn dắt Hapoel Petach Tikva và giành Vô địch giải bóng đá trẻ Israel.
1991, dẫn dắt Maccabi Tel Aviv và đưa đội giành chức vô địch quốc gia.
Cuối 2001 đầu 2002, huấn luyện viên đội tuyển quốc gia Israel.
2007, thông qua Pini Zahavi, Grant quan hệ với Roman Abramovich và được mời về làm Giám đốc thể thao cho Chelsea sau khi chia tay Portsmouth.

## Thành tích
- Hapoel Petah Tikva
  1. Vô địch giải trẻ Israel (Toto Cup Al): 1990; 1991
- Maccabi Tel Aviv FC
  - Vô địch giải bóng đá Israel (Israeli championships): 1992; 1995
  - Vô địch Israel State Cup: 1994
  - Vô địch Toto Cup Al: 1993; 1999
- Maccabi Haifa
  - Vô địch Israeli championships: 2001; 2002
  - Vô địch Toto Cup Al: 2002
- Chelsea FC
  - Á quân giải ngoại hạng Anh (Premier League): 2008
  - Á quân UEFA Champions League: 2008
  - Á quân Cúp liên đoàn Anh (Football League Cup): 2008
- Portsmouth
  - Á quân FA Cup: 2010
- Partizan Belgrade
  - Vô địch giải bóng đá Serbia (Serbian SuperLiga): 2012